# حفظ قیمت فروش مجدد
حفظ قیمت فروش مجدد (انگلیسی: Resale price maintenance) موافقتنامه‌ای میان شرکت‌های تولیدکننده و توزیع‌کننده است، که به موجب آن، کارخانه‌های تولیدی، به‌طور مستقل و جداگانه یا جمعی، قیمت‌های کمینه‌ای را معین می‌کنند، که عمده‌فروشان و خرده‌فروشان، محصولات آن‌ها را باید بر این پایه، به فروش مجدد برسانند. اگر توزیع‌کننده به صورت آشکار یا پنهانی، قیمت محصول مورد نظر را بالا ببرد، تولیدکننده می‌تواند به صورت یکطرفه، این موافقتنامه را فسخ نماید.